# Espondiloartropatia soronegativa
Espondiloartropatia soronegativa (ou espondiloartrite soronegativa) é um grupo de doenças envolvendo o esqueleto axial e que possuem estado sérico negativo.
"Seronegativo" se refere ao fato que estas doenças são negativas para o fator reumatóide.

## Exemplos
Os diferentes tipos incluem:
- espondilite anquilosante
- artrite psoriática
- artrite reativa
- espondilite enteropática
- espondiloartropatia não diferenciada

Algumas fontes também incluem a síndrome de Behcet e a doença de Whipple.

## Características em comum
Estas doenças possuem as seguintes condições em comum:
- Possuem relação com o HLA-B27[5]
- Há presença de sacroileíte e espondilite
- Ocorre agregação familiar
- Há tendência de sobreposição
- O fator reumatóide não está presente